# 애니 채프먼
애니 채프먼(태어날 때는 엘리자 앤 스미스, 1840 9월 25일 - 1888년 9월 8)은 1888년 8월 말 ~ 11월 초 동안 런던의 화이트 채플과 스피탈필즈 구에서 최소 다섯 명 이상의 여성의 신체를 절단시켜 살해한 악명 높은 정체 불명의 연쇄 살인범 잭 더 리퍼의 살인 피해자이다.
"화이트채플 살인자"로 당시에 알려진 잭 더 리퍼와 관련된 이전의 살인이 언론과 대중의 관심을 크게 받았지만, 애니 채프먼 살인 사건은 이스트엔드오브런던에서 공황 상태를 일으켰으며 경찰에게 범인을 잡아야 한다는 압박감을 증가시켰다.

## 같이 보기
- 미해결 사건